# Helsingborgtunnel
De Helsingborgtunnel (Zweeds: Helsingborgstunneln) is een spoortunnel in het centrum van Helsingborg in de provincie Skåne län in Zweden. De 1380 meter lange tunnel werd in 1991 voor het verkeer geopend en bezit ook het ondergrondse station Helsingborg Centraal met twee perrons en vier sporen. Het station is onderdeel van een vervoersknooppunt met aansluitingen op de veerdienst naar Helsingør in Denemarken en op verscheidene buslijnen.

## Spoorlijnen
Spoorlijnen die gebruikmaken van deze tunnel zijn:
- Eslöv - Helsingborg
- Göteborg - Malmö
- Kristianstad - Helsingborg
- Malmö - Billesholm

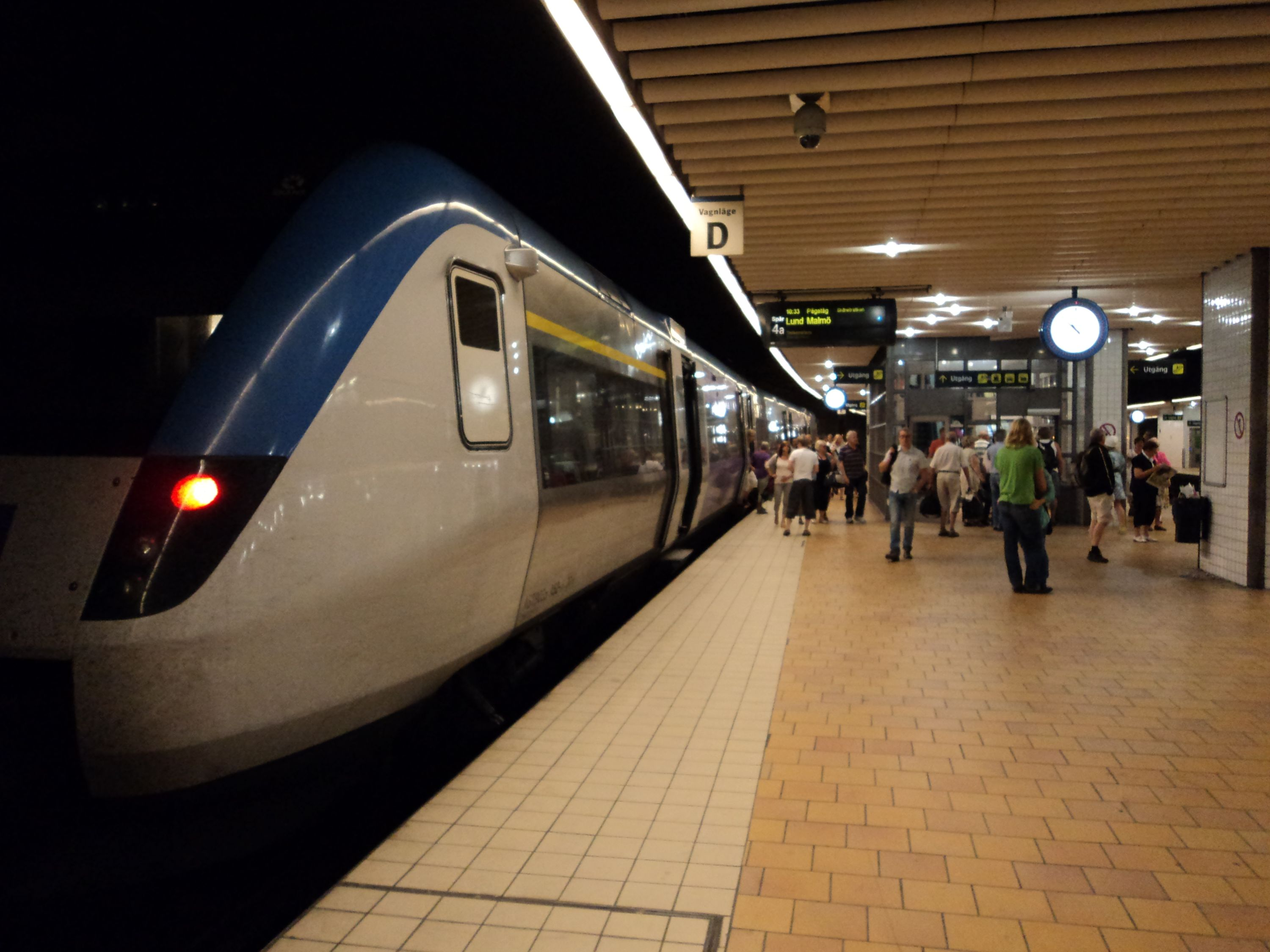
Helsingborg C